# Disturbo del linguaggio
I disturbi del linguaggio sono disturbi che implicano l'elaborazione delle informazioni linguistiche. I problemi che possono essere riscontrati possono coinvolgere la grammatica (sintassi e/o morfologia), la semantica (significato) o altri aspetti del linguaggio. Questi problemi possono essere ricettivi (che comportano una ridotta comprensione del linguaggio), espressivi (che comportano la produzione del linguaggio) o una combinazione di entrambi. Gli esempi comprendono il disturbo specifico del linguaggio, anche noto come disturbo dello sviluppo del linguaggio, e l'afasia, tra gli altri. I disturbi del linguaggio possono influenzare sia la lingua parlata che quella scritta, e possono anche influenzare la lingua dei segni; tipicamente, tutte le forme di linguaggio possono essere compromesse.
I dati attuali indicano che il 7% dei bambini manifesta disturbi del linguaggio, con i maschi diagnosticati il doppio rispetto alle femmine.
Ricerche preliminari sui potenziali fattori di rischio hanno suggerito che componenti biologiche, come basso peso alla nascita, prematurità, complicazioni generali alla nascita e sesso maschile, così come la storia familiare e la scarsa educazione dei genitori possono aumentare la possibilità di sviluppare disturbi del linguaggio.
Per i bambini con difficoltà linguistiche fonologiche ed espressive, ci sono prove a sostegno della terapia del linguaggio (logopedia). Tuttavia, la stessa terapia si è dimostrata molto meno efficace per le difficoltà di linguaggio ricettivo. Questi risultati sono coerenti con la prognosi peggiore per i disturbi del linguaggio ricettivo che sono generalmente accompagnati da problemi nella comprensione della lettura.
Va sottolineato che questi sono distinti dai disturbi della fonazione, che comportano difficoltà con l'atto di produzione del linguaggio, ma non con il linguaggio. I disturbi del linguaggio tendono a manifestarsi in due modi diversi: disturbi del linguaggio ricettivo (in cui non è possibile comprendere adeguatamente il linguaggio) e disturbi del linguaggio espressivo (in cui non è possibile comunicare correttamente il messaggio previsto).

## Disturbi del linguaggio ricettivo
I disturbi del linguaggio ricettivo possono essere acquisiti o evolutivi (il più delle volte quest'ultimo caso). Durante lo sviluppo, le difficoltà nel linguaggio parlato tendono a manifestarsi prima dei tre anni di età. Di solito tali disturbi sono accompagnati da disturbi del linguaggio espressivo.
Tuttavia, i sintomi e i segni unici di un disturbo del linguaggio ricettivo annoverano: difficoltà a comprendere il significato di parole e frasi, difficoltà a mettere le parole nell'ordine corretto e incapacità di seguire le istruzioni verbali.
Le opzioni di trattamento includono: logopedia, scolarizzazione con educazione speciale e il supporto di uno psicologo se sono accompagnati da problemi comportamentali.

## Disturbi del linguaggio espressivo
A differenza del disturbo della fonazione, il problema con i disturbi del linguaggio espressivo riguarda non solo la voce e l'articolazione, ma anche la formazione mentale del linguaggio stesso.
Disturbi del linguaggio espressivo possono verificarsi durante lo sviluppo di un bambino o possono essere acquisiti. Questa acquisizione di solito segue un normale sviluppo neurologico ed è determinata da una serie di cause come traumi cranici o irradiazioni.
Le caratteristiche di un disturbo del linguaggio espressivo variano, ma hanno alcune caratteristiche in comune come: vocabolario limitato, incapacità di produrre grammatiche complesse e più errori lessicali.
Se si tratta di un disturbo dello sviluppo, il bambino avrà difficoltà ad acquisire nuove parole e strutture grammaticali. Il bambino spesso inizierà a parlare più tardi dei suoi coetanei e progredirà a un ritmo più lento linguisticamente. A causa della natura stessa di questi disturbi, il bambino può avere difficoltà con gli insegnanti e nella socializzazione con i coetanei.
Gli esperti che trattano comunemente tali disturbi includono logopedisti e audiologi.

## Psicopatologia del linguaggio
Una classe speciale di disturbi del linguaggio è studiata dalla psicopatologia del linguaggio. I suoi argomenti di interesse vanno dal semplice errore del linguaggio al linguaggio dei segni, dalla balbuzie alla schizofasia.

### Balbuzie
Secondo le ricerche del dott. Antonio Bitetti, psicologo-psicoterapeuta, nonché fondatore dell'Istituto Europeo Balbuzie, la balbuzie non può definirsi un problema di linguaggio perché il balbuziente dovrebbe balbettare in tutte le situazioni della vita quotidiana. Invece, il balbuziente parla benissimo quando è da solo, senza la presenza di altre persone. Il credere che la balbuzie sia un problema di linguaggio è un problema assai datato e superato dalle attuali ricerche in ambito psicologico. Come spiega da anni il dott. Bitetti, la balbuzie è solo l'aspetto manifesto di un blocco emozionale e relazionale.
La balbuzie non può essere assolutamente affidata a cure prevalentemente educative come la logopedia perché non si dovrebbe in alcun modo controllare il linguaggio. Il linguaggio è un aspetto centrale nel concetto di funzionalità, poiché il balbuziente parla benissimo in condizioni di libertà dal giudizio esterno.